# Jan Siemerink
Jan Siemerink (* 14. April 1970 in Rijnsburg, Südholland) ist ein ehemaliger niederländischer Tennisspieler.

## Karriere
Siemerink gewann vier Turniere im Einzel und elf im Doppel und konnte immer wieder mit Einzelsiegen gegen die besten Tennisspieler der Welt überraschen. Er besiegte neun der ehemaligen Weltranglistenersten.
Seine größten Erfolge erreichte er jedoch im Doppel mit den Turniersiegen bei den Masters Series Turnieren in Monte Carlo und Key Biscayne (Miami Masters).
Siemerink trat in den Jahren 1991 bis 2001 für die Niederlande 21-mal im Einzel (13 Siege) und 6-mal im Doppel im Davis Cup an. Er entschied 13 Einzel- und 4 Doppelmatches für sich. Sein größter Erfolg war der Einzug ins Halbfinale der Weltgruppe im Jahr 2001. Im Viertelfinale konnte Siemerink mit Siegen gegen Nicolas Kiefer und David Prinosil zum 4-1 gegen Deutschland maßgeblich beitragen.
Er nahm zweimal an den olympischen Sommerspielen teil. In Olympischen Spielen in Barcelona verlor er in der ersten Runde gegen Leonardo Lavalle und 1996 in Atlanta verlor er sein Erstrundenmatch gegen Todd Woodbridge.
Seit Januar 2007 ist Jan Siemerink der Kapitän des niederländischen Davis-Cup Teams. Sein größter bisheriger Erfolg als Teamkapitän stellte die Qualifikation für die Weltgruppe 2009 dar. Die Niederlande unterlagen jedoch gleich in der ersten Runde Argentinien mit 0-5.
Für die Weltgruppe 2010 konnte sich Siemerink mit seinem Team nicht qualifizieren.
Seit Februar 2018 ist Siemerink außerdem als Teammanager des niederländischen Fußballklubs Ajax Amsterdam tätig.

## Erfolge
| Legende (Anzahl der Titel)    |
| Grand Slam                    |
| Olympische Spiele             |
| Tennis Masters Cup            |
| ATP Masters Series (2)        |
| ATP International Series Gold |
| ATP International Series (12) |
| ATP Challenger Tour (9)       |

| Titel nach Belag |
| Hartplatz (4)    |
| Sand (3)         |
| Rasen (4)        |
| Teppich (3)      |

### Einzel

#### Turniersiege

##### ATP Tour
| Nr. | Datum           | Turnier    | Belag       | Finalgegner      | Ergebnis  |
| --- | --------------- | ---------- | ----------- | ---------------- | --------- |
| 1.  | 22. April 1991  | Singapur   | Hartplatz   | Gilad Bloom      | 6:4, 6:3  |
| 2.  | 23. Juni 1996   | Nottingham | Rasen       | Sandon Stolle    | 6:3, 7:6  |
| 3.  | 8. März 1998    | Rotterdam  | Teppich (i) | Thomas Johansson | 7:62, 6:2 |
| 4.  | 4. Oktober 1998 | Toulouse   | Hartplatz   | Greg Rusedski    | 6:4, 6:4  |

##### Challenger Tour
| Nr. | Datum            | Turnier   | Belag   | Finalgegner         | Ergebnis      |
| --- | ---------------- | --------- | ------- | ------------------- | ------------- |
| 1.  | 4. Februar 1991  | Telford   | Teppich | Martin Laurendeau   | 6:3, 6:4      |
| 2.  | 31. Oktober 1994 | Aachen    | Teppich | David Prinosil      | 5:7, 7:6, 6:4 |
| 3.  | 30. Oktober 2000 | Charleroi | Teppich | Paradorn Srichaphan | 7:62, 7:68    |

#### Finalteilnahmen
| Nr. | Datum            | Turnier     | Belag         | Finalgegner        | Ergebnis                  |
| --- | ---------------- | ----------- | ------------- | ------------------ | ------------------------- |
| 1.  | 20. Oktober 1991 | Wien        | Teppich (i)   | Michael Stich      | 4:6, 4:6, 4:6             |
| 2.  | 7. Februar 1993  | Marseille   | Teppich (i)   | Marc Rosset        | 2:6, 6:71                 |
| 3.  | 30. Juli 1995    | Amsterdam   | Sand          | Marcelo Ríos       | 4:6, 5:7, 4:6             |
| 4.  | 27. August 1995  | Long Island | Hartplatz     | Jewgeni Kafelnikow | 6:7, 2:6                  |
| 5.  | 1. Oktober 1995  | Basel       | Hartplatz (i) | Jim Courier        | 7:62, 6:75, 7:5, 2:6, 5:7 |
| 6.  | 18. August 1996  | New Haven   | Hartplatz     | Alex O’Brien       | 6:76, 4:6                 |
| 7.  | 13. Oktober 1996 | Wien        | Teppich (i)   | Boris Becker       | 4:6, 7:67, 2:6, 3:6       |
| 8.  | 9. November 1997 | Stockholm   | Hartplatz     | Jonas Björkman     | 6:3, 6:72, 2:6, 4:6       |

### Doppel

#### Turniersiege

##### ATP Tour
| Nr. | Datum            | Turnier              | Belag       | Doppelpartner    | Finalgegner                         | Ergebnis      |
| --- | ---------------- | -------------------- | ----------- | ---------------- | ----------------------------------- | ------------- |
| 1.  | 28. Juli 1991    | Amersfoort           | Sand        | Richard Krajicek | Francisco Clavet Magnus Gustafsson  | 7:5, 6:4      |
| 2.  | 18. März 1993    | Miami                | Hartplatz   | Richard Krajicek | Patrick McEnroe Jonathan Stark      | 6:7, 6:4, 7:6 |
| 3.  | 6. Februar 1994  | Marseille            | Teppich     | Daniel Vacek     | Martin Damm Jewgeni Kafelnikow      | 6:7, 6:4, 6:1 |
| 4.  | 31. Juli 1994    | Hilversum            | Sand        | Daniel Orsanic   | David Adams Andrei Olchowski        | 6:4, 6:2      |
| 5.  | 18. Juni 1995    | ’s-Hertogenbosch (1) | Rasen       | Richard Krajicek | Hendrik Jan Davids Andrei Olchowski | 7:5, 6:3      |
| 6.  | 23. Oktober 1995 | Wien                 | Teppich (i) | Ellis Ferreira   | Todd Woodbridge Mark Woodforde      | 6:4, 7:5      |
| 7.  | 15. Januar 1996  | Sydney               | Hartplatz   | Ellis Ferreira   | Patrick McEnroe Sandon Stolle       | 5:7, 6:4, 6:1 |
| 8.  | 29. April 1996   | Monte Carlo          | Sand        | Ellis Ferreira   | Jonas Björkman Nicklas Kulti        | 2:6, 6:3, 6:2 |
| 9.  | 21. Juni 1998    | ’s-Hertogenbosch (2) | Rasen       | Guillaume Raoux  | Joshua Eagle Andrew Florent         | 6:3, 3:6, 6:1 |
| 10. | 14. Juni 1999    | ’s-Hertogenbosch (1) | Rasen       | Leander Paes     | Ellis Ferreira David Rikl           | kampflos      |

##### Challenger Tour
| Nr. | Datum             | Turnier    | Belag     | Doppelpartner    | Finalgegner                      | Ergebnis        |
| --- | ----------------- | ---------- | --------- | ---------------- | -------------------------------- | --------------- |
| 1.  | 16. Juli 1990     | Tampere    | Sand      | Mark Koevermans  | Massimo Cierro Tobias Svantesson | 6:1, 6:2        |
| 2.  | 12. November 1990 | Den Haag   | Teppich   | Michiel Schapers | Alexander Mronz Andrei Olchowski | 6:3, 7:5        |
| 3.  | 24. November 1997 | La Réunion | Hartplatz | Clinton Ferreira | Álex Calatrava Jérôme Golmard    | 6:2, 6:3        |
| 4.  | 24. Januar 2000   | Heilbronn  | Teppich   | John van Lottum  | Magnus Larsson Fredrik Loven     | 7:5, 7:66       |
| 5.  | 24. April 2000    | Bermuda    | Sand      | Leander Paes     | Jeff Coetzee Brent Haygarth      | 6:3, 6:2        |
| 6.  | 13. November 2000 | Aachen     | Teppich   | Sander Groen     | Michael Kohlmann Franz Stauder   | 6:72, 7:67, 6:3 |

### Doppel

#### Finalteilnahmen
| Nr. | Datum            | Turnier          | Belag       | Doppelpartner    | Finalgegner                      | Ergebnis      |
| --- | ---------------- | ---------------- | ----------- | ---------------- | -------------------------------- | ------------- |
| 1.  | 16. Juni 1991    | ’s-Hertogenbosch | Rasen       | Richard Krajicek | Hendrik Jan Davids Paul Haarhuis | 3:6, 6:7      |
| 2.  | 13. Oktober 1991 | Berlin           | Teppich (i) | Daniel Vacek     | Petr Korda Karel Nováček         | 6:3, 5:7, 5:7 |
| 3.  | 9. Januar 1995   | Doha             | Hartplatz   | Andrei Olchowski | Stefan Edberg Magnus Larsson     | 6:7, 2:6      |
| 4.  | 23. Juli 1995    | Stuttgart        | Sand        | Ellis Ferreira   | Tomás Carbonell Francisco Roig   | 6:3, 3:6, 4:6 |
| 5.  | 25. April 1997   | Sydney           | Sand        | Paul Haarhuis    | Luis Lobo Javier Sánchez         | 6:3, 2:6, 6:7 |
| 6.  | 13. März 1998    | Kopenhagen       | Teppich (i) | Brett Steven     | Tom Kempers Menno Oosting        | 4:6, 6:7      |
| 7.  | 4. Oktober 1998  | Toulouse         | Sand        | Paul Haarhuis    | Olivier Delaître Fabrice Santoro | 2:6, 4:6      |